# Gigantes (mitologia grega)
Gigantes (em grego clássico: Γίγαντες; romaniz.: Gígantes; sing. Γίγας, Gígas), na mitologia grega, eram seres de grande força e agressão, embora não necessariamente de grande tamanho, conhecida pela Gigantomaquia, sua batalha contra os deuses do Olimpo.

## Representações
Nos períodos arcaico e clássico, os gigantes costumavam ser representados como hoplitas de tamanho humano. Já após 380 A.C., costumam ser representados como cobras com pernas. 

## Gigantes conhecido
- Alcioneu - Perdição de Hades.
- Encélado - Perdição de Atena.
- Polibotes - Perdição de Poseidon.
- Porfírion - Perdição de Zeus.
- Oto e Efialtes (gêmeos) - Perdição de Dionísio.
- Órion - Perdição de Apolo e Ártemis.
- Damasén - Perdição de Ares.
- Mimas - Perdição de Hefesto.
- Hippolytus - Perdição de Hermes.
- Clitio- Perdição de Hécate.
- Toas - Perdição dos Destinos.
- Peribeia - Perdição de Afrodite.